# La Mar (tỉnh)
Tỉnh La Mar (tiếng Tây Ban Nha: Provincia de La Mar) là một tỉnh thuộc vùng Ayacucho của Peru. Tỉnh La Mar có diện tích 4392 km², dân số thời điểm theo điều tra dân số ngày 11 tháng 7 năm 1993 là 70018 người. Tỉnh lỵ đóng ở San Miguel.